# Jan Kotěra

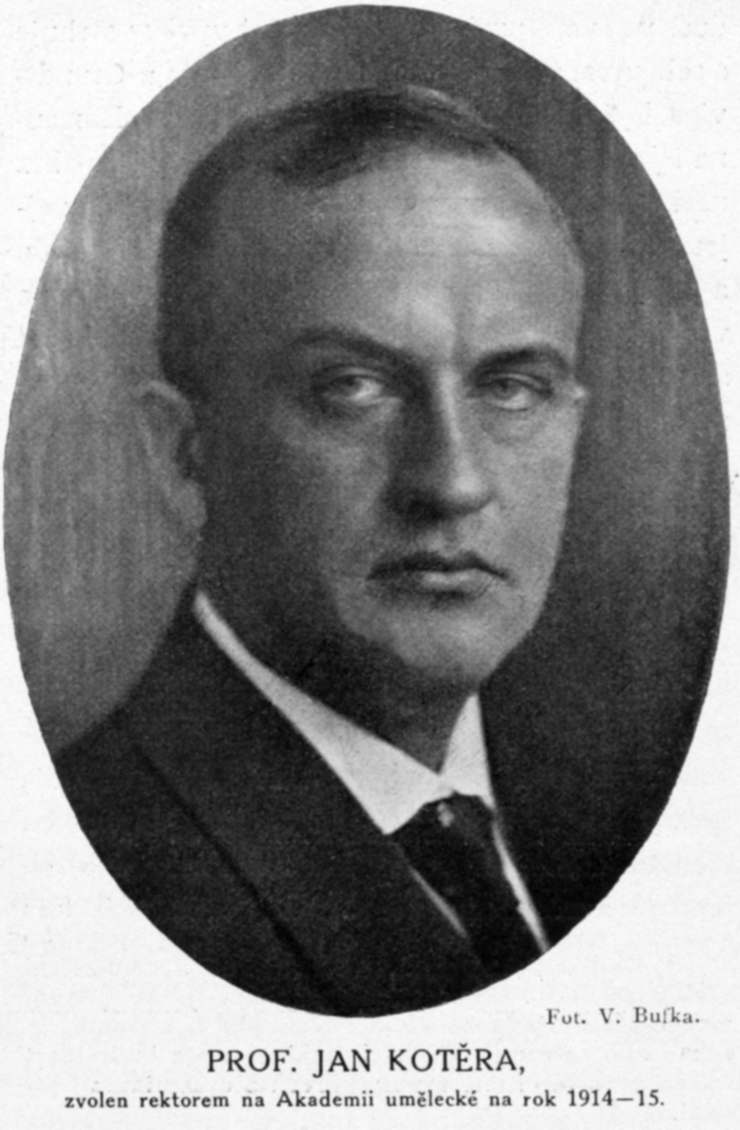
Jan Kotěra (1914)

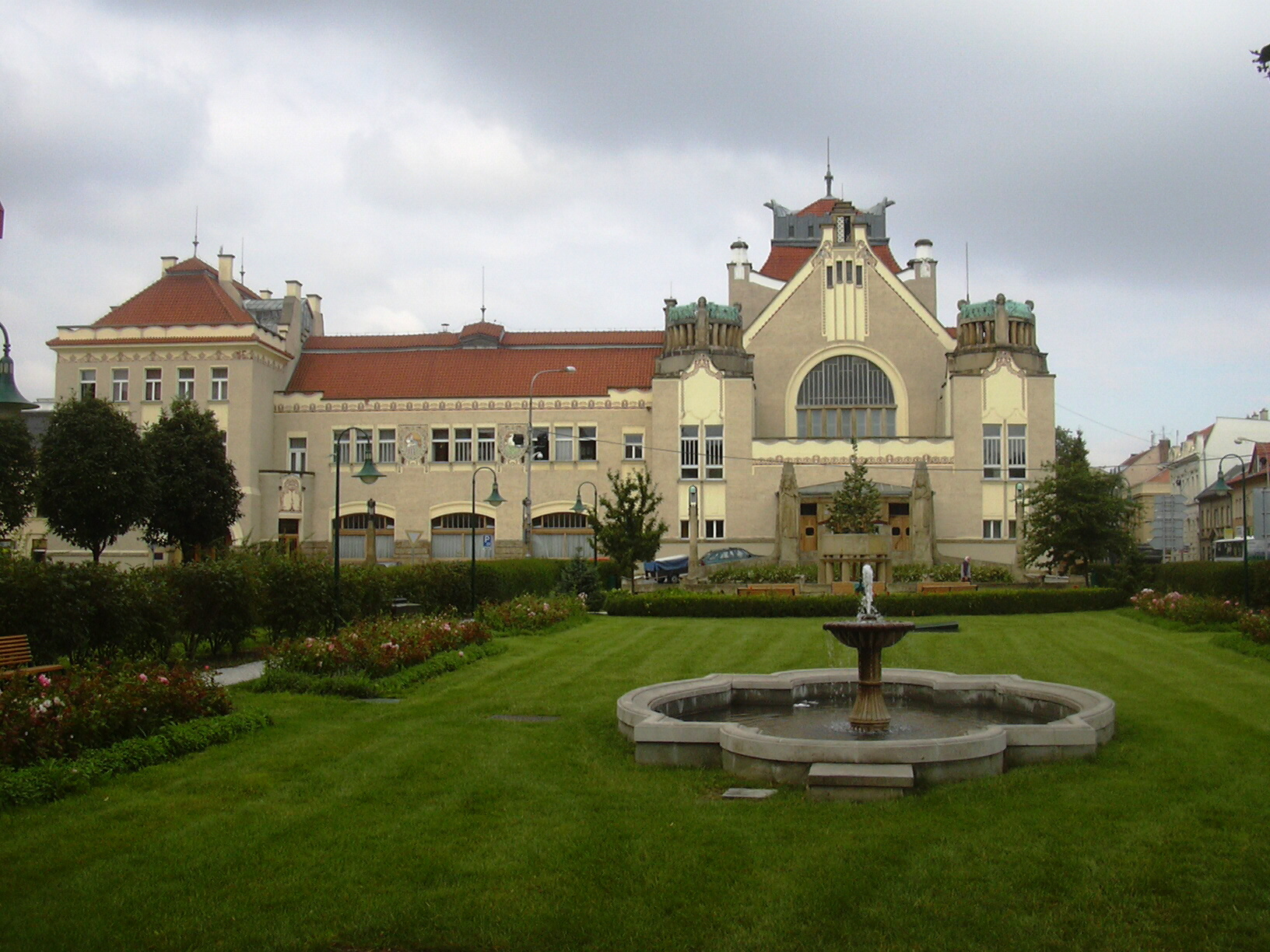
Volkshaus (1905–1907)

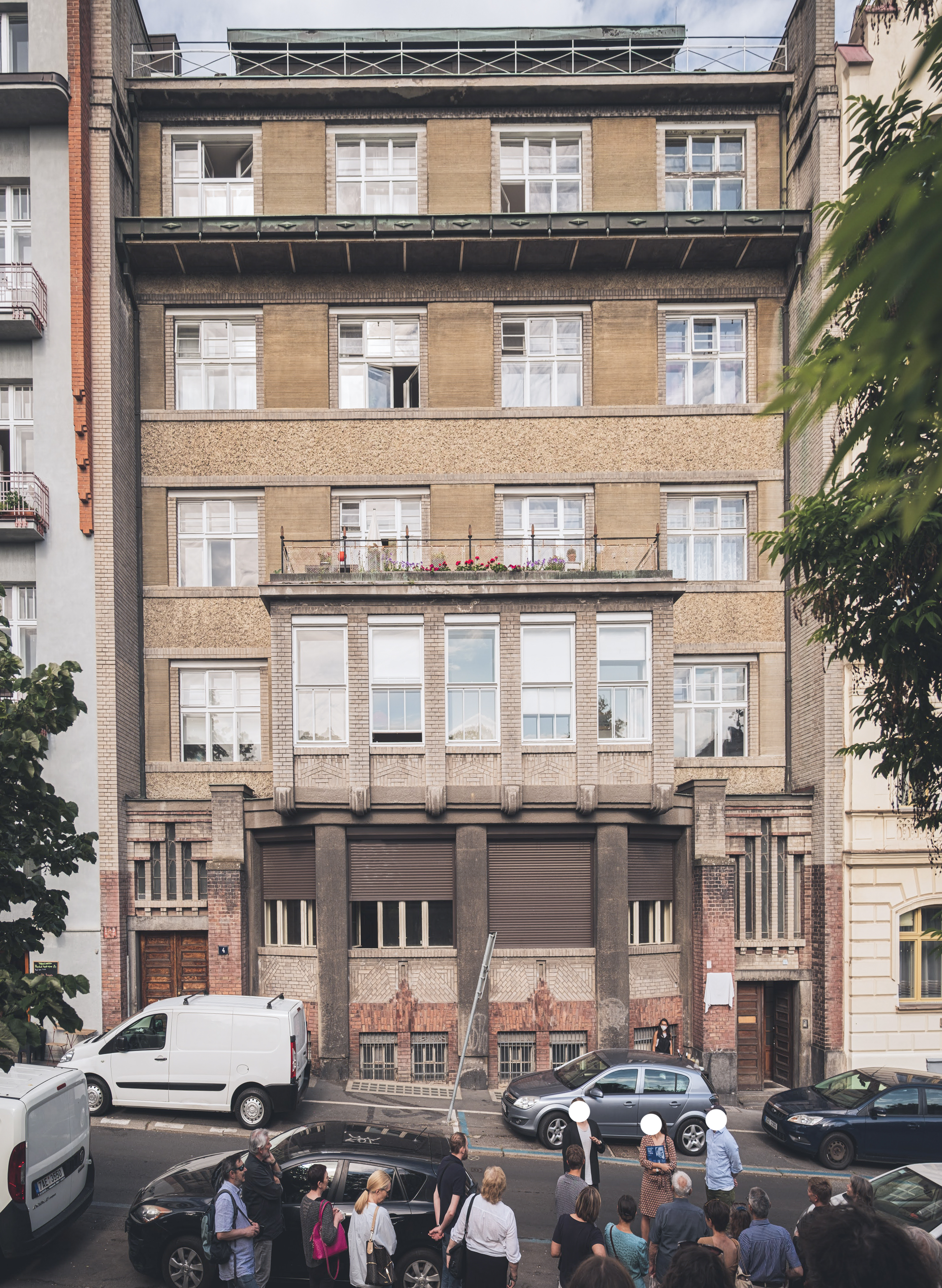
Haus Laichter (1908–1909)

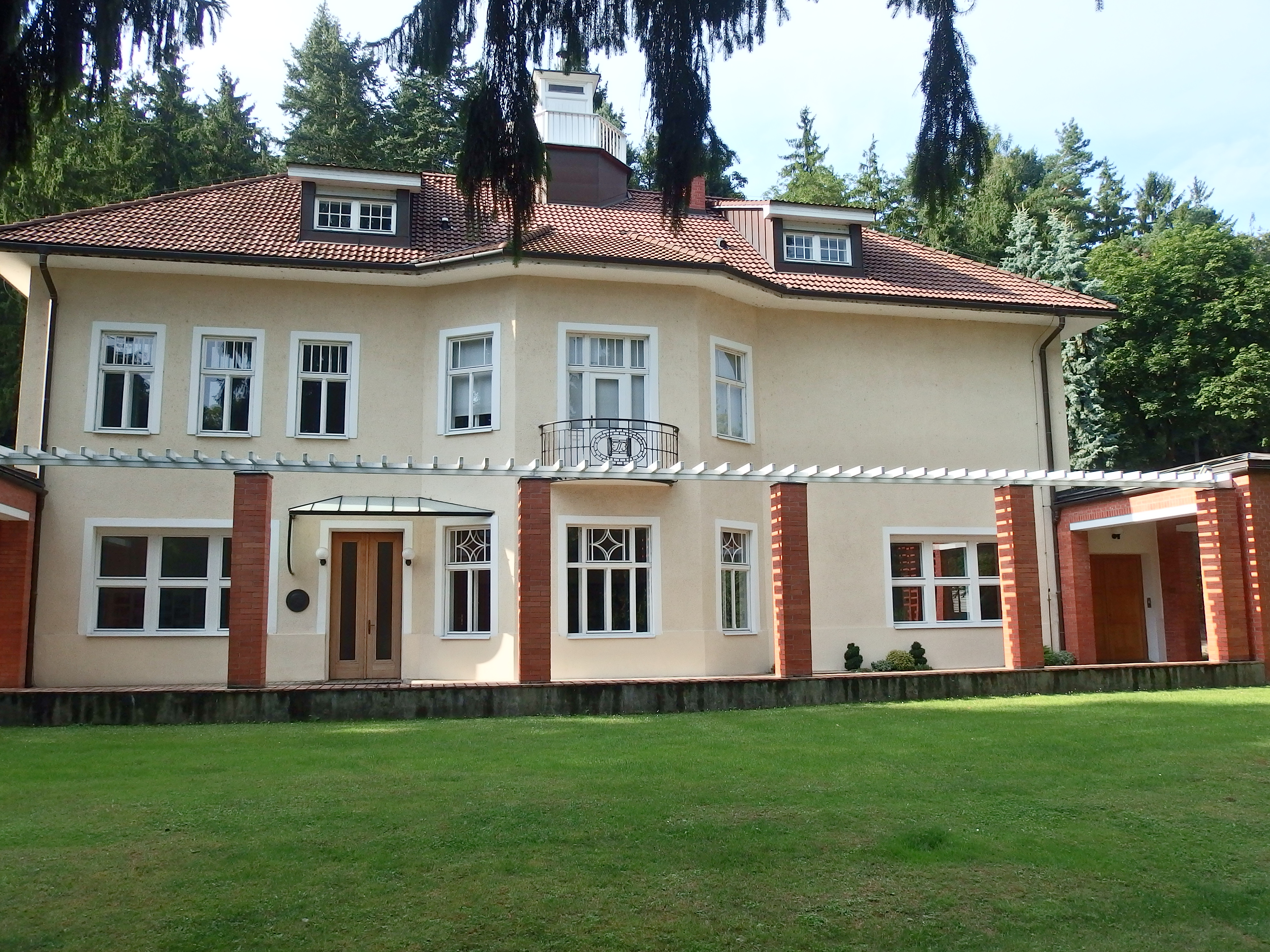
Villa Baťa (1909)

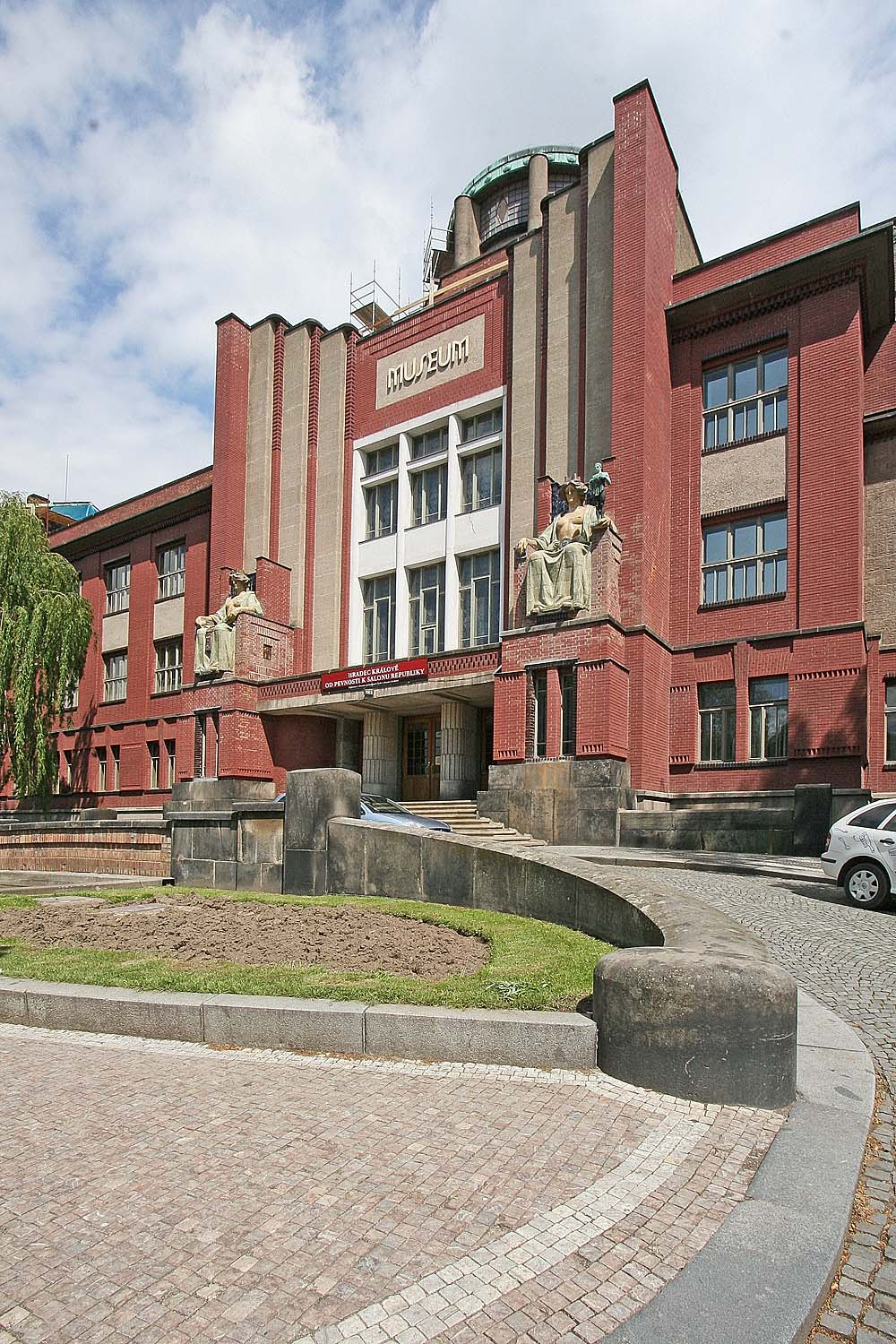
Ostböhmisches Museum (1909–1912)

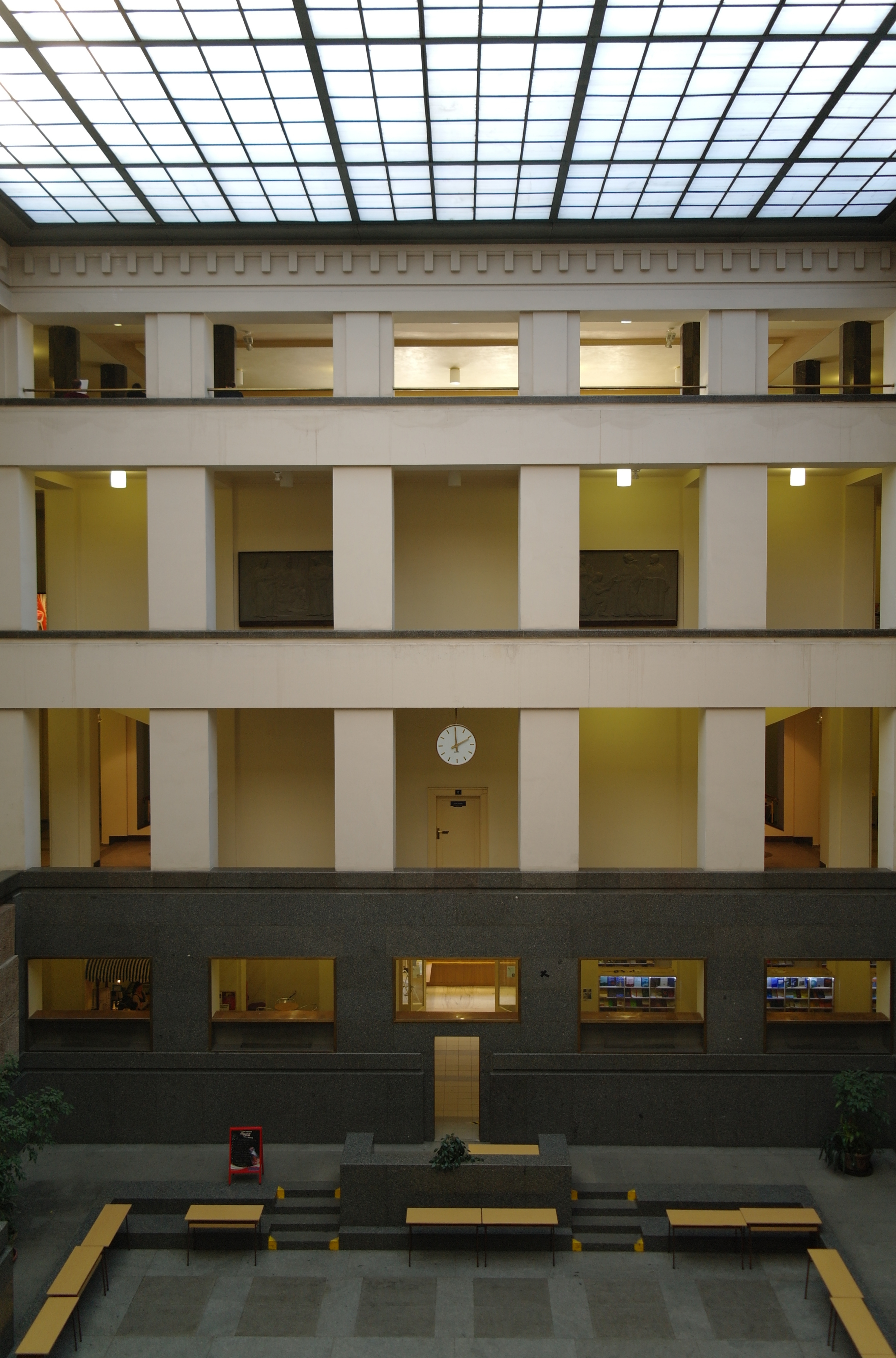
Juristische Fakultät (1909–1912)

Jan Kotěra (* 18. Dezember 1871 in Brünn, Österreich-Ungarn; † 17. April 1923 in Prag) war ein tschechischer Architekt, Designer und Grafiker. Er gilt als ein Wegbereiter der modernen Architektur.

## Leben
Kotěra studierte unter anderem bei Otto Wagner, dem bedeutendsten österreichischen Architekten der Belle Époque, an der Akademie der bildenden Künste in Wien.
Anfangs noch von der Wiener Secession beeinflusst, nahmen seine Bauten unter dem Eindruck von Frank Lloyd Wright zunehmend funktionalistische Formen an. Gleichzeitig nahm er Elemente der tschechischen Volksarchitektur auf und schuf damit einen spezifischen Baustil, der moderne mit volkstümlichen Elementen kombiniert.
Nicht nur durch seine architektonischen Werke, sondern auch als Hochschullehrer übte er großen Einfluss auf die nachfolgende Generation tschechischer Architekten aus. Bedeutende Schüler waren unter anderen Josef Gočár und Bohuslav Fuchs. Ein weiterer Schüler war der im Wien der Zwischenkriegszeit aktive Leo Kammel. Sein Umfeld war um 1910 an der Entwicklung des sogenannten Tschechischen Kubismus beteiligt, den er selbst aber nur teilweise adaptierte und im Sinn einer klassizistischen Formensprache abwandelte.
Kotěra war Professor an der Akademie der Bildenden Künste Prag und Gründer der dortigen Architekturklasse.

## Bauten
- 1894–1896: Umbau und Erweiterung des Schlosses in Červený Hrádek ⊙
- 1899–1900: Haus Peterkův am Wenzelsplatz, Prag 1° ⊙
- 1903–1905: Bezirkshaus in Königgrätz (heute Teil des Hotels Bystrica)
- 1904–1906: Sucharda-Villa mit Atelier[2] ⊙
- 1905–1907: Volkshaus in Prostějov ⊙
- 1906–1907: Wasserwerk mit Wasserturm in Prag 4° Michle
- 1907–1908: Villa Klaus in Prag 6° Bubeneč ⊙
- 1908–1909: Haus Jan Laichter in Prag 2° Vinohrady⊙
- 1908–1909: Villa Kotěra in Prag 2° Vinohrady (hervorragendes Beispiel des frühen tschechischen Funktionalismus) ⊙
- 1909: Villa Tomáš Baťa in Zlín ⊙
- 1909–1912: Ostböhmisches Museum in Hradec Králové (Königgrätz) ⊙
- 1911: Villa Bianca in Prag (Umbau 1920. Rekonstruktion 1997–2003)[3] ⊙
- 1911–1913: Urbánek-Haus/Mozarteum in Prag (Skulpturen von Jan Štursa)⊙
- 1912–1913: Erste Allgemeine Rentenanstalt in Prag (mit J. Zasch) ⊙
- 1914: Doppelvilla Lemberger/Klinger in Wien XIX° (mit Josef Czastka) ⊙ [4]
- 1917–1918: Rýdl-Villa in Dobruška
- 1919–1921: Architekturschule in Prag 6° Holešovice (mit Josef Gočár)
- 1924–1927: Juristische Fakultät der Karls-Universität in Prag (Umsetzung von Ladislav Machoň)⊙